# Karin Biribakken
Karin Betzy Biribakken, född 18 februari 1948 i Norge, är en norsk-svensk sångerska och instrumentalist.
Biribakken har medverkat på musikinspelningar med bland annat gruppen Södra Bergens Balalaikor, musikprojektet Tillsammans, Bella ciao-gruppen, och Musikteatergruppen Ariel. Hon var även gästmusiker i låten Karins sång på Hoola Bandoola Bands album På väg (1973).